# 科克里

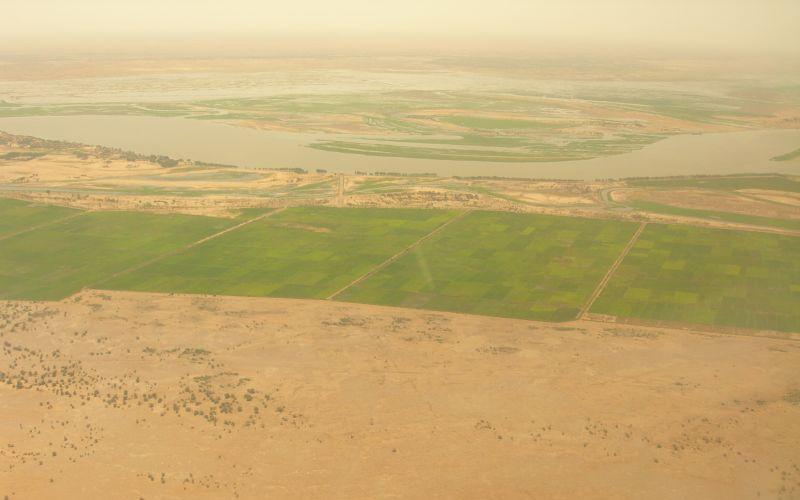

科克里（法語：Kokry centre），是馬里的城鎮，位於該國中部，由塞古區的馬西納省負責管轄，面積160平方公里，海拔高度248米，2009年人口13,393，人口密度每平方公里84人。